# Fernando Blázquez de Ávila

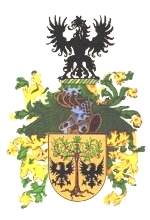
Brasão de um ramo da família Ávila dos Açores.

Fernando Blázquez de Ávila ou Fernán Blázquez Dávila (Castela, Ávila, 1290 - 1327) foi um nobre do Reino de Castela. Foi o 4.º senhor de Cardiel de los Montes no município de Espanha na província de Toledo. Foi ígualmente o 2.º senhor de Navamorcuende, município da Espanha na província de Toledo, comunidade autónoma de Castilla-La Mancha.

## Relações familiares
Foi filho de Blasco Ximeno de Ávila (1270 -?) e de Maria Blázquez (c. 1270 -?). Casou por três vezes. O primeiro casamento foi com Lumbre Garcia, de quem teve:
- Ximena Blasquez de Ávila (c. 1320 -?) casada com Estêvão Domingues de Ávila (1320-?) filho de Gonçalo Gonçalves de Ávila (1290 – c. 1304), senhor de Las Navas, de Cespedosa de Tormes e de Villafranca na Sierra de Gredos.

O segundo casamento foi com Maria Blázquez de quem teve:
- João Blázquez de Ávila, morgado no senhorio de San Román de los Montes,
- Amuña Blázquez casada com Nuno Gonçalves de Ávila,
- Nuno Blázquez,
- Blasco Ximeno,

O terceiro casamento foi com Gometiza Sancha, de quem teve:
1. João Blázquez,
2. Fernando Blázquez de Ávila (1325 -?), 3.º Senhor de Navamorcuende.